# Arcostemats
Els arcostemats (Archostemata) són un subordre de coleòpters, possiblement el més antic del quatre que componen l'ordre. Els arcostemats van ser comuns durant el Mesozoic, però ara són un grup relicte amb unes 246 espècies actuals i 230 extingides.

## Característiques
Tenen en comú amb els Myxophaga i Adephaga la presència de pleura protoràcica externa, l'absència d'esclerites cervicals i un tipus d'ales posteriors que usualment presenta cel·la oblonga i estan plegades de tal manera que el plec transvers major travessa la vena MP (medial posterior). Com en els Myxophaga la punta de les ales està enrotllada en espiral.
En contrast amb els Adephaga, els adults tenen les coxes posteriors mòbils, en general amb trocantins visibles, i cinc (en comptes de sis) segments abdominals visibles, i les larves perforen fusta, presentant grans moles mandibulars i lígula esclerotitzada.

## Taxonomia
La classificació dels arcostemats fins a nivell de subfamília és la següent:
- Família Crowsoniellidae Iablokoff -Khnzorian, 1983. De la fauna intersticial d'Itàlia.
- Família Cupedidae Laporte, 1836. Cosmopolita
  - Subfamília Priacminae Crowson, 1962
  - Subfamília Mesocupedinae† Ponomarenko, 1969
  - Subfamília Cupedinae Laporte, 1836
- Família Micromalthidae Barber, 1913. Nativa de Nord-amèrica, però introduïda en diverses parts del món.
- Família Ommatidae Sharp and Muir, 1912. Amb representants a Amèrica del Sud i Austràlia.
  - Subfamília Brochocoleinae† Hong, 1982
  - Subfamília Tetraphalerinae Crowson, 1962
  - Subfamília Ommatinae Sharp and Muir, 1912
- Família Jurodidae Ponomarenko, 1985. Originalment descrita sobre exemplars fòssils, el 1996 va ser descoberta a Rússia una espècie actual.
- Família Triadocupedidae† Ponomarenko, 1966
- Família Magnocoleidae† Hong, 1998
- Família Obrieniidae† Zherikhin and Gratshev, 1994
  - Subfamília Kararhynchinae† Zherikhin and Gratshev, 1994
  - Subfamília Obrieniinae† Zherikhin and Gratshev, 1994